# Уонамейкер, Сэм
Сэмюэл Уонамейкер (англ. Samuel Wanamaker, при рождении Уоттенмейкер (англ. Wattenmacker); 14 июня 1919 — 18 декабря 1993) — американский актёр и режиссёр.

## Биография
Сэм родился в Чикаго, штат Иллинойс, в семье портного Мориса Уоттенмейкера и Молли, урождённой Бобеле. Его родители были украинскими евреями из Николаева. Он был младшим из двух братьев, старший из которых — Уильям, долгое время работавший кардиологом в медицинском центре Center Cedars-Sinai.
Он обучался в Театре Гудмана в Чикаго и работал с летними театральными компаниями в Чикаго и Северном Висконсине. Уонамейкер начал свою актёрскую карьеру в передвижных шоу, а затем работал на Бродвее. В 1942 году он сыграл вместе с Ингрид Бергман в пьесе «Жанна из Лотарингии», а в следующем году дебютировал как режиссёр комедии «Джентльмен из Афин».
В 1943 году Уонамейкер был частью актёрского состава пьесы «Контратака» в Национальном театре в Вашингтоне, округ Колумбия. Во время работы над спектаклем он проникся идеалами коммунизма. Он учился в университете Дрейка до службы в армии США в период между 1943 и 1946 годами во время Второй мировой войны. В 1947 году Сэм вернулся к гражданской жизни, продолжив работать как актёр и режиссёр. В то же время он покинул ряды американской Компартии. В 1952 году он был вынужден покинуть Штаты после попадания в чёрный список Голливуда эпохи маккартизма, после того, как публично поддержал своих коллег. Он с семьёй перебрался в Англию, где построил не менее успешную карьеру.
В 2009 году появилась информация, что ФБР вело расследование в отношении Сэма Уонамейкера, а британское управление контрразведки MI5 присматривало за ним в первые несколько лет жизни в Великобритании.
В фильме 2019 года «Однажды в… Голливуде» (режиссёр Квентин Тарантино) роль Уонамейкера исполнил актёр Николас Хэммонд.
Дочь Сэма — популярная актриса Зои Уонамейкер.